# Glossaire du soudage
Ce glossaire du soudage recense les termes, notions, objets ou situations qui sont propres au soudage et au métier de soudeur.

## A
- Haut – A
- B
- C
- D
- E
- F
- G
- H
- I
- J
- K
- L
- M
- N
- O
- P
- Q
- R
- S
- T
- U
- V
- W
- X
- Y
- Z

Autogène
Plusieurs définitions (parfois contradictoires) :
- On parle de soudage autogène pour les assemblages soudés (métallique ou plastique) de pièces de même nature et ne nécessitant pas l'apport de matière supplémentaire pour réaliser la soudure.
- On parle de soudure autogène si tous les matériaux mis en œuvre sont exactement identiques.
- Autre appellation du soudage oxyacétylénique.

Aspect
Souvent, on parle d'aspect d'une soudure pour qualifier l'esthétique d'un cordon de soudure (régularité, couleurs d'oxydation, forme de pétales pour le soudage TIG à la godille). Mais l'aspect sert aussi de contrôle visuel, en vérifiant l'absence de défauts. Ainsi une soudure peut être rejetée ou non, sans effectuer de contrôle plus poussé et onéreux (la plupart du temps non destructif : radiographie, ressuage, ultrason, etc.).

## B
- Haut – A
- B
- C
- D
- E
- F
- G
- H
- I
- J
- K
- L
- M
- N
- O
- P
- Q
- R
- S
- T
- U
- V
- W
- X
- Y
- Z

Baguette enrobée (ou baguette de soudage)
Constituée d'une âme métallique et d'un enrobage. L'âme métallique sert d'électrode fusible et de métal d'apport. L'enrobage est un mélange de composés métalliques et chimiques permettant de modifier les caractéristiques de la soudure (meilleure pénétration, protection contre l'oxydation, etc.), il forme le laitier sur le dessus du cordon. La baguette enrobée est utilisée notamment pour le procédé de soudage à l'arc à l'électrode enrobée.
Bain de fusion ((en) Weld pool)
Zone où le métal (ou autres matériaux) est à l'état liquide.
Bord à bord 
Type de soudage lorsque les pièces à souder sont raboutées. Un autre type de soudage est le soudage par transparence.

## C
- Haut – A
- B
- C
- D
- E
- F
- G
- H
- I
- J
- K
- L
- M
- N
- O
- P
- Q
- R
- S
- T
- U
- V
- W
- X
- Y
- Z

Caniveau
C'est un des Défauts visuels possibles d'un cordon de soudure. Lorsque le bain de fusion, après un déplacement trop rapide, crée des zones de dépression (par rapport à la surface des pièces à souder) sur les bords latéraux du joint de soudure, comme des caniveaux sur les bords d'une chaussée bombée. Ce défaut géométrique crée un point de faiblesse mécanique.
Chambrage
Voir Inertage
Chanfrein et Chanfreinage
Une des préparations possibles des pièces à souder, lorsque leurs épaisseurs sont supérieures à la capacité de Pénétration d'un procédé de soudage. Il existe différents types de chanfreins (droit, tulipe) et chacun ayant différentes caractéristiques (angle, profondeur, largeur, etc.) et utilisations distinctes.
Clin
Un soudage à clin est un type de soudage où une pièce plate recouvre partiellement l'autre pièce plate, et le bord d'une pièce est fondu sur la surface de l'autre pièce.
Cordon ou joint de soudure
Jointure (assemblage), en forme de cordon, de deux pièces. (voir aussi wikt:cordon_de_soudure).

## D
- Haut – A
- B
- C
- D
- E
- F
- G
- H
- I
- J
- K
- L
- M
- N
- O
- P
- Q
- R
- S
- T
- U
- V
- W
- X
- Y
- Z

Défaut
Leurs présences peuvent être un motif de rejet suivant la criticité de la pièce soudée finale. Les différentes normes de soudage les ont classifiés suivant plusieurs catégories, souvent différentes (visuels, géométriques ou formes, fissuration, inclusion, etc.),:6,.
Déformations
Les déformations des pièces soudées sont dues aux phénomènes de dilatation puis de rétraction thermique et des différentes contraintes appliquées sur les pièces durant l'opération de soudage : bridage intentionnel (ex. : étau, serre-joint, pointage) ou non (le propre poids de l'ensemble préassemblé est, en soi, une contrainte). Si l'ensemble est totalement contraint, il n'y aura pas, ou peu de déformation mais il en résultera des contraintes internes qui réduiront la résistance mécanique de la pièce finale.
DMOS
Descriptif de Mode Opératoire de Soudage, une fiche technique décrivant le mode opératoire de soudage, suivant des paramètres précis (énergie de soudage, intensité, vitesse d'avance, etc.). Un DMOS doit être qualifié au préalable par des essais (traction, dureté, résilience...). Ce document est souvent associé à un QMOS.

## E
- Haut – A
- B
- C
- D
- E
- F
- G
- H
- I
- J
- K
- L
- M
- N
- O
- P
- Q
- R
- S
- T
- U
- V
- W
- X
- Y
- Z

Écartement
Voir Jour
Électrode
Le plus souvent, terme désignant la « baguette enrobée » (consommable) du procédé de soudage à l'arc à l'électrode enrobée. Mais dans le domaine des soudages TIG, MIG-MAG ou plasma, l'électrode désigne souvent seulement la partie active du dispositif de soudage, c'est-à-dire pas la pièce à souder, contrairement en physique ou en chimie, on parle alors de paires d'électrodes. C'est soit le métal d'apport (électrode fusible), soit une pointe en tungstène (différents alliages sont possibles). La polarité électrique, positive, négative ou alternative, dépend du procédé.
Enrobage
On distingue les électrodes enrobées (ex. : baguette enrobée) en fonction de leur enrobage. Exemple de type souvent utilisé : enrobage basique (riche en chaux), dont la mise en œuvre est difficile, mais qui assure une excellente résistance mécanique, et enrobage acide (riche en silice), à l'utilisation plus facile.

## F
- Haut – A
- B
- C
- D
- E
- F
- G
- H
- I
- J
- K
- L
- M
- N
- O
- P
- Q
- R
- S
- T
- U
- V
- W
- X
- Y
- Z

Flux
Matière que l'on ajoute au bain de fusion, mais qui surnage au-dessus du métal liquide, et participe peu (voire pas du tout) à la composition du métal dans le cordon de soudure, mais protège de l'atmosphère ambiante (et surtout de l'oxygène). L'enrobage des électrodes utilisées en soudage à l'électrode enrobée, est un flux poudreux aggloméré autour du métal d'apport. D'autres procédés, comme le soudage à l'arc submergé, utilisent un flux directement sous forme de poudre ou de granulés. Une fois refroidi et, pour certains de ses éléments, resolidifié, il forme le laitier, qui ralentit le refroidissement trop rapide tout en protégeant encore de l'oxydation à haute température. Voir Laitier (métallurgie).

## G
- Haut – A
- B
- C
- D
- E
- F
- G
- H
- I
- J
- K
- L
- M
- N
- O
- P
- Q
- R
- S
- T
- U
- V
- W
- X
- Y
- Z

Gaz actif
Désigne un gaz de protection qui participe : à l'élévation de température de l'arc ou du plasma (ex. : CO2) ; aux propriétés du bain de fusion (meilleur mouillage; aux propriétés physiques de la protection (ex. : hélium ou hydrogène pour les soudures en plafond).
Gaz de protection
désigne indistinctement un gaz actif ou inactif. Le gaz actif, même s'il n'est pas inerte, participe à la protection contre l'oxygène de l'air ambiant (voir l'azote pour le cas du titane) ou toutes autres espèces chimiques gazeuses nuisibles au processus.
Gaz inerte
Correspond en grande partie à la définition chimique d'un gaz inerte et atmosphère inerte. C'est un gaz de protection qui n'interagit pas avec les métaux à souder, notamment pour protéger de l'oxydation à haute température. La notion d'interaction étant relative au résultat attendu, le choix du gaz "inerte" est un compromis entre coût, propriété mécanique et durabilité (corrosion) du cordon de soudure souhaité. Ainsi, la plupart du temps, on utilise soit l'argon (vrai gaz noble), soit l'azote (moins cher mais risque de nitruration).

## H
- Haut – A
- B
- C
- D
- E
- F
- G
- H
- I
- J
- K
- L
- M
- N
- O
- P
- Q
- R
- S
- T
- U
- V
- W
- X
- Y
- Z

## I
- Haut – A
- B
- C
- D
- E
- F
- G
- H
- I
- J
- K
- L
- M
- N
- O
- P
- Q
- R
- S
- T
- U
- V
- W
- X
- Y
- Z

Inclusion
Défaut de soudure (presque similaire à celui de soufflure), où des matériaux non gazeux se retrouvent emprisonnés dans le cordon de soudure (laitier ou flux, oxyde métallique, morceau d'électrode, poussière, etc.)(p1). Ce défaut, est commun à tous les types de matériaux soudés. Les méthodes de contrôles non destructif pour ce type de défaut, ne pouvant être que rarement visuelles, exigent un examen par radiographie, ou ultrasons.
Inertage ou chambrage
En soudage, c'est l'action de remplir un volume avec un gaz inerte, et donc chasser l'oxygène, pour éviter l'oxydation de la partie envers d'un cordon de soudure (voir protection envers). Exemple d'utilisation courante : soudage de ligne de tuyauterie ou de cuve. D'autres techniques existent, pour éviter l'usage de grand volume de gaz inerte (onéreux), ou éviter les risques d'asphyxie (par anoxie).

## J
- Haut – A
- B
- C
- D
- E
- F
- G
- H
- I
- J
- K
- L
- M
- N
- O
- P
- Q
- R
- S
- T
- U
- V
- W
- X
- Y
- Z

Jour (ou écartement)
Espace laissé vide (intentionnellement) entre les deux pièces à souder. Le jour, souvent utilisé pour les joints de types bord à bord, est en général déterminé par l'épaisseur des pièces, la préparation des bords choisie, le diamètre du métal d'apport (de l'ordre de 1 à 4 mm) et les préférences personnelle du soudeur. Cet espace permet d'être sûr de la pleine pénétration du cordon de soudure final. Sa mise en œuvre nécessite un certain savoir-faire du soudeur (risque d'effondrement du bain de fusion, bon inertage envers…), ainsi qu'une réflexion sur le retraits à la soudure (la pièce finale sera plus courte que le pré-assemblage) et les autres déformations possibles.
Joint de soudure
voir Cordon de soudure

## K
- Haut – A
- B
- C
- D
- E
- F
- G
- H
- I
- J
- K
- L
- M
- N
- O
- P
- Q
- R
- S
- T
- U
- V
- W
- X
- Y
- Z

## L
- Haut – A
- B
- C
- D
- E
- F
- G
- H
- I
- J
- K
- L
- M
- N
- O
- P
- Q
- R
- S
- T
- U
- V
- W
- X
- Y
- Z

Laitier
Croûte qui se forme sur le bain de la soudure. Il protège ce bain de l'oxygène de l'air, et l'isole thermiquement. Dans le soudage à l'électrode enrobée, c'est l'enrobage qui, en se consumant, va produire le gaz de protection et le laitier. Voir aussi Flux.

## M
- Haut – A
- B
- C
- D
- E
- F
- G
- H
- I
- J
- K
- L
- M
- N
- O
- P
- Q
- R
- S
- T
- U
- V
- W
- X
- Y
- Z

Matériaux de soudage
Les matériaux de soudage sont l'ensemble des matériaux utilisés lors du soudage en plus du matériau des pièces à assembler. Les matériaux de soudage comprennent des électrodes fusibles et non fusibles ; flux (pâtes, poudres) et les gaz de protection; etc. . Tous matériaux participants à la composition chimiques ou aux caractéristiques physiques finales de l'ensemble peut être rangés dans cette catégorie. (voir Matériaux de soudage (uk) )
Métal d'apport
Désigne la baguette métallique (TIG, oxyacétylène…) ou le fil consommable (MIG-MAG, fil fourré…), qui sera fondu et ajoutera de la matière au cordon de soudure. Sauf pour le cas des soudures autogènes, le métal d'apport est indispensable, et dans le cas des procédés manuels, son maniement nécessite une certaine dextérité (utilisation des deux mains dans des opérations indépendantes). Les nuances de métal utilisées doivent, généralement, être proches des matériaux à souder, mais peuvent différer pour compenser ou améliorer les propriétés mécaniques du cordon de soudure final (exemple pour l'acier : ajout courant de silicium).
Mouillage
Capacité du métal (ou plastique) d'apport, en fusion, à adhérer aux pièces à souder. Ce paramètre est en rapport avec la tension superficielle, et est adopté autant en soudage qu'en brasure,.

## N
- Haut – A
- B
- C
- D
- E
- F
- G
- H
- I
- J
- K
- L
- M
- N
- O
- P
- Q
- R
- S
- T
- U
- V
- W
- X
- Y
- Z

## O
- Haut – A
- B
- C
- D
- E
- F
- G
- H
- I
- J
- K
- L
- M
- N
- O
- P
- Q
- R
- S
- T
- U
- V
- W
- X
- Y
- Z

## P
- Haut – A
- B
- C
- D
- E
- F
- G
- H
- I
- J
- K
- L
- M
- N
- O
- P
- Q
- R
- S
- T
- U
- V
- W
- X
- Y
- Z

Passe
Pour les fortes ou moyennes épaisseurs, un seul cordon de soudure n'est pas suffisant pour remplir la section laissée vide par la préparation des bords. On effectue alors plusieurs passes, c'est-à-dire plusieurs cordons de soudure, empilés les uns sur les autres. On distingue souvent la première (dit passe de pénétration ou première passe) des suivantes (passe de remplissage), car elles nécessitent des réglages différents.
Pénétration
Capacité de fondre en profondeur les deux pièces à assembler, une forte pénétration évite d'effectuer une soudure en plusieurs passes, mais peut aussi être indésirable si l'on ne souhaite pas traverser trop facilement un matériau mince.
Plan de joint
Zone d'interface entre les deux pièces à souder et qui peut être défini par un plan, en particulier pour une soudure de type bord-à-bord.
Plasma
Dans le domaine du soudage, un plasma décrit un gaz ionisé par le passage entre deux électrodes, ayant une température suffisante pour créer un bain de fusion. C'est, en partie, un abus de langage par rapport à la définition physique de plasma, qui est un des états de la matière, qui peut aussi bien qualifier l'état moléculaire au sein d'une flamme que dans la foudre. Si la pression exercée par le plasma (ou le gaz de protection l'entourant) sur le bain est suffisante, la matière en sera chassée, et on parlera alors de gougeage, voire de découpage.
Pointage ou pointer
Opération de pré-assemblage des éléments à souder par « points » de soudure régulièrement espacés. Ces points ou petits cordons, sont réalisés avec ou sans métal d'apport suivant la solidité exigée (risque de rupture lors du soudage proprement dit, à cause des dilatations thermiques) ou la volonté de dénaturer le moins possible la préparation du joint de soudure (chanfreinage, décapage…). Alternative possible: bridage (fort) des pièces, ou mise en place de « pions » à cheval sur le joint (évite de modifier la préparation des bords).
Protection envers
Pour éviter l'oxydation, ou plus généralement l'interaction à haute température, de tout gaz jugé néfaste, de la partie envers d'un cordon de soudure.

## Q
- Haut – A
- B
- C
- D
- E
- F
- G
- H
- I
- J
- K
- L
- M
- N
- O
- P
- Q
- R
- S
- T
- U
- V
- W
- X
- Y
- Z

QMOS
QMOS est un sigle qui signifie : Qualification de Mode Opératoire de Soudage. Qualification par un organisme tiers de la validité des paramètres de soudage, les échantillons sont soudés devant un inspecteur puis envoyés à un laboratoire pour être soumis à des tests (dureté, macroscopie, traction, pliage…) afin de valider le mode opératoire qui servira ensuite pour réaliser des DMOS.

## R
- Haut – A
- B
- C
- D
- E
- F
- G
- H
- I
- J
- K
- L
- M
- N
- O
- P
- Q
- R
- S
- T
- U
- V
- W
- X
- Y
- Z

Racine
Base du cordon de soudure, partie la plus profonde du joint final par rapport à la face d'où l'on a effectué le soudage.
Ressuage
c'est un contrôle non destructif qui consiste à appliquer un pénétrant (liquide très fluide et coloré) sur le cordon a vérifier, essuyer ce produit après un certain temps (temps d'infiltration), appliquer une couche de révélateur  (ayant l'aspect d'une poudre blanche) qui va réabsorbé le pénétrant à la surface, puis après un autre temps d’attente, on vérifie la présences ou non de discontinuités débouchantes (fissures, criques, collages, etc.) par la présence de taches de couleur sur la couche de révélateur. Le ressuage étant peu onéreux et compliqué à mettre en œuvre (avec cette méthode), il est souvent réalisé par le soudeur lui-même (autocontrôle) qui peu ainsi corriger lui-même les éventuels défauts. Ce procédé est réalisé de façon beaucoup plus perfectionnée et codifiée par des organismes de contrôle (voir Contrôle par ressuage#Principe).
Retraits à la soudure
Phénomène de déformation en soudage qui fait que la pièce finale est plus courte qu'avant le soudage.

## S
- Haut – A
- B
- C
- D
- E
- F
- G
- H
- I
- J
- K
- L
- M
- N
- O
- P
- Q
- R
- S
- T
- U
- V
- W
- X
- Y
- Z

Soufflage d'arc
Lorsque le courant d'arc ne suit pas le chemin le plus court entre l'électrode et la pièce à souder. Cette déviation est due au champ magnétique induit par l'arc (étant un conducteur comme un autre). Ce champ magnétique peut être déformé par son environnement et donc dévier l'arc.
Soufflure
Défaut de soudure (presque similaire à celui d'inclusion), où des bulles de gaz se retrouvent emprisonnées dans la matière solide. Ce défaut, souvent spécifique à la soudure de métal ferreux (acier, fonte), est souvent causé par un courant d'air, un manque de gaz de protection (protégeant de l'air), la présence de graisse ou d'humidité dans le joint de soudure(p2).

## T
- Haut – A
- B
- C
- D
- E
- F
- G
- H
- I
- J
- K
- L
- M
- N
- O
- P
- Q
- R
- S
- T
- U
- V
- W
- X
- Y
- Z

Torche (parfois chalumeau, ou tête de soudage)
Désigne l'extrémité du matériel de soudage, d'où sera émis l'arc électrique, la flamme, le plasma ou le laser. Pour les procédés manuels, la torche doit généralement pouvoir être maniée d'une seule main, et devra éventuellement intégrer un système de refroidissement ((en)water-cooling ou air-cooling ).
Transparence
Type de soudage permettant d'assembler deux pièces superposées en faisant entièrement traverser le cordon de soudure à travers une des pièces. Ce type de soudage est possible notamment en soudage laser.

## U
- Haut – A
- B
- C
- D
- E
- F
- G
- H
- I
- J
- K
- L
- M
- N
- O
- P
- Q
- R
- S
- T
- U
- V
- W
- X
- Y
- Z

U0 ou Tension à vide ou Tension d'amorçage
(Voir aussi : Tension de claquage)
Caractéristique d'un poste de soudage qui spécifie la tension mesurée entre les deux bornes (torche et « masse »). Cette valeur est importante, car pour pouvoir créer (amorcer) un arc électrique, suivant le gaz présent entre les électrodes et la distance les séparant, une certaine tension minimale est nécessaire (voir : Énergie d'ionisation).

## V
- Haut – A
- B
- C
- D
- E
- F
- G
- H
- I
- J
- K
- L
- M
- N
- O
- P
- Q
- R
- S
- T
- U
- V
- W
- X
- Y
- Z

## W
- Haut – A
- B
- C
- D
- E
- F
- G
- H
- I
- J
- K
- L
- M
- N
- O
- P
- Q
- R
- S
- T
- U
- V
- W
- X
- Y
- Z

## X
- Haut – A
- B
- C
- D
- E
- F
- G
- H
- I
- J
- K
- L
- M
- N
- O
- P
- Q
- R
- S
- T
- U
- V
- W
- X
- Y
- Z

## Y
- Haut – A
- B
- C
- D
- E
- F
- G
- H
- I
- J
- K
- L
- M
- N
- O
- P
- Q
- R
- S
- T
- U
- V
- W
- X
- Y
- Z

## Z
- Haut – A
- B
- C
- D
- E
- F
- G
- H
- I
- J
- K
- L
- M
- N
- O
- P
- Q
- R
- S
- T
- U
- V
- W
- X
- Y
- Z

ZAT ou Zone affectée thermiquement
Zone entourant le bain de fusion où le matériau sera modifié par la montée puis la chute de sa température.